# Cessna Skymaster
Cessna Skymaster é uma aeronave bimotor civil produzida nos Estados Unidos. Conta com a disposição dos motores em tandem, asa alta e trem retráctil.
Pode transportar para além do piloto, cinco passageiros ou duas macas e um acompanhante.
É, normalmente, conhecido pela alcunha do Puxa-Empurra, devido às suas hélices tractora e motora.

## Emprego na Força Aérea Portuguesa

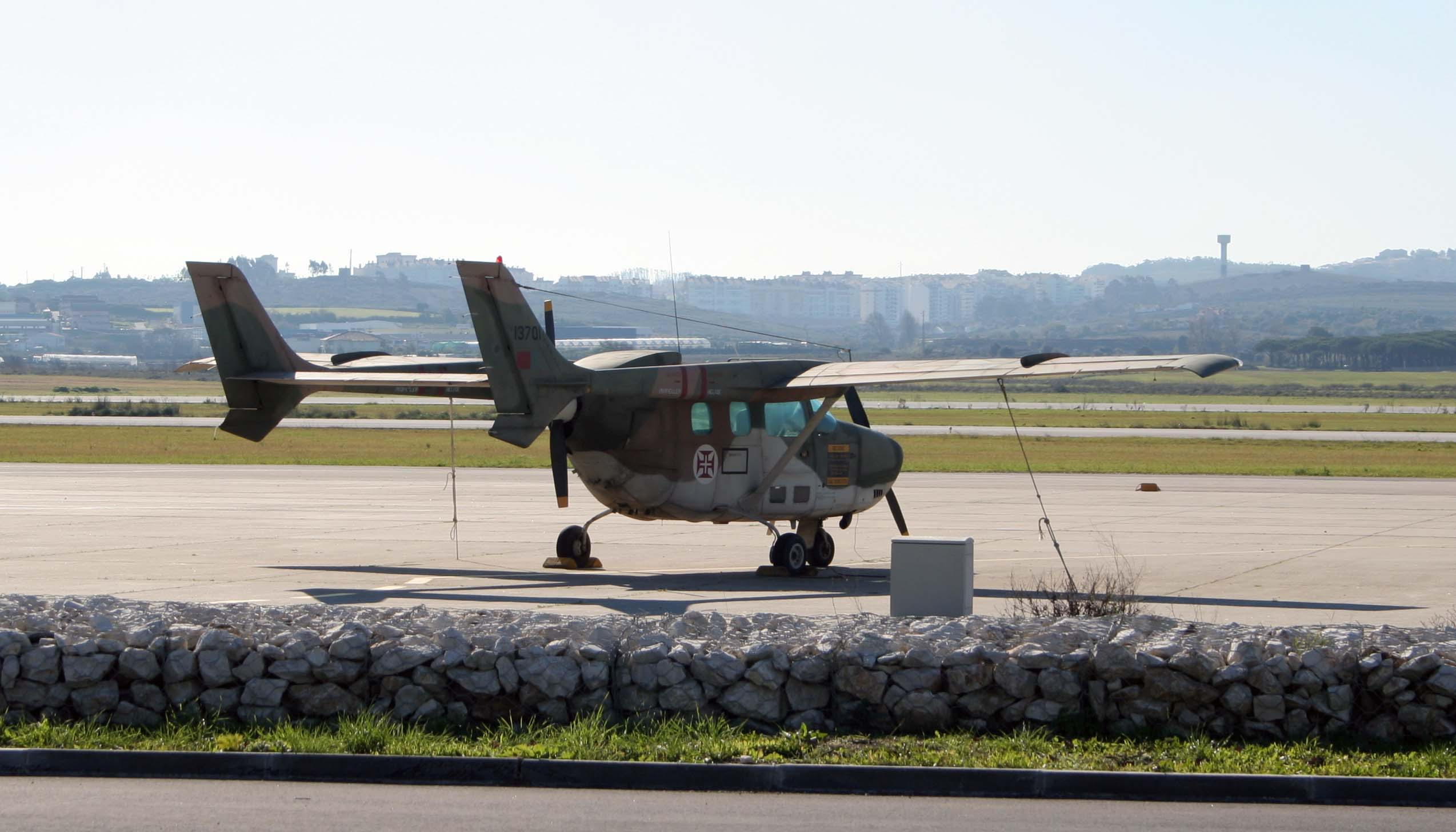
FTB em serviço na FAP

A Força Aérea Portuguesa encomendou 40 aeronaves fabricadas sob licença pela empresa francesa Reims (por isso denominadas Reims-Cessna FBT-337), para serem empregues na Guerra do Ultramar, acabando por receber apenas 32 unidades. Este tipo de aeronave tinha como destino primário substituir os North-American T-6 na função de Reconhecimento Armado e de complementar os Dornier Do 27 nas funções de Ligação, Comando Aéreo e Comunicações.
Como as primeiras aeronaves entraram ao serviço em Dezembro de 1974, depois da revolução de 25 de Abril, já não chegaram a ser enviados para África.
Actualmente este tipo de aeronave utilizado pela Esquadra 502, colocada na Base Aérea Nº1 para missões de transporte aéreo táctico e de instrução de pilotagem em aviões plurimotores.